# Komunitní rada Brooklynu 7
Komunitní rada Brooklynu 7 (Brooklyn Community Board 7) je komunitní rada v Brooklynu v New Yorku.
Zahrnuje části Sunset Park a Windsor Terrace. Ohraničuje ji na západě Gowanus Bay, na severu 15. ulice a Prospect Park South West, na východě Caton Avenue, Fort Hamilton Parkway, 37. ulice a 8 . Avenue a na jihu Long Island Rail Road a Bay Ridge RR Yards. Předsedou je Joseph Langobardi a správcem je Jeremy Laufer. Má rozlohu 4,2 mi ² av roce 2000 zde žilo 120 063 obyvatel.